# Ловец снов (фильм, 2003)
«Ловец снов» (англ. Dreamcatcher) — американский фантастический фильм ужасов 2003 года режиссёра Лоуренса Кэздана сценаристов Уильяма Голдмана и Кэздана по одноимённому роману Стивена Кинга. Главные роли в картине исполнили: Томас Джейн, Дэмиэн Льюис, Джейсон Ли, Тимоти Олифант. Картина получила рейтинг «R».
Сюжет картины рассказывает о четырёх друзьях, знакомых с детства, на чью долю приходится борьба с инопланетным захватчиком, который стремится распространить своё семя по всей планете.
Съёмки картины проходили неподалёку от города Принс-Джордж в Британской Колумбии.
Фильм получил в основном негативные отзывы критиков, одни посчитали фильм полным провалом, другие недоумевали, как при таком количестве талантливых актёров могла получиться такая безвкусица. Но не все обозреватели разделяли подобную точку зрения. Сам автор романа ссылался на употребление наркотиков при написании произведения.
Кэздан связывал длительный перерыв в своей карьере с провалом картины в прокате.

## Сюжет
В центре сюжета находятся четыре друга, знакомых с детства. Генри Дэвлин (Томас Джейн), психиатр (чей пациент недавно покончил с собой), от самоубийства которого спасает звонок Джоунси (Дэмиэн Льюис). Джо «Бобёр» Кларенден (Джейсон Ли), просящий Джоунси быть осторожнее. Что не спасает последнего, и он всё же попадает под машину, из-за того, что ему кажется, будто он видит маленького мальчика на другой стороне дороги, которого зовут Даддитс (Донни Уолберг), и тот вновь зовёт его на помощь, как когда-то в детстве. Пит Мур (Тимоти Олифант), продавец машин, у которого так же, как и у «Бобра», не складывается личная жизнь: пытаясь познакомиться с женщинами, он лишь отпугивает их. В начальных сценах, ознакамливающих с главными персонажами, становится ясно что все они обладают экстрасенсорными способностями.
Проходит около полугода, Джоунси чудом остался жив после остановки сердца, он и его друзья отправляются в небольшой охотничий домик, куда они ездят каждый год поохотиться и поболтать по душам. Во время охоты Джоунси видит человека, бредущего по лесу, который называет себя Рик Маккарти. Выясняется, что он потерялся, и Джоунси приглашает его в дом, куда скоро возвращается и Бобёр, они кормят Рика и укладывают в постель. Джоунси замечает, что у мужчины сначала была вздута грудь, а теперь вздут живот. В то же время Генри и Пит по дороге из магазина видят полуживую женщину, сидящую на дороге, и, пытаясь её объехать, попадают в аварию, но отделываются ушибами, после чего женщина говорит им что ищет Рика, а друзья замечают у неё отметины красного цвета. Тем временем Джоунси и Бобёр видят зверей, убегающих от чего-то, у многих из них отметины красного цвета на теле — такие же, как на шее у их гостя Рика. Прилетают вертолёты, они зависают над землей, и его пилоты предупреждают о том, что территория находится под карантином. Джоунси и Бобёр возвращаются, чтобы проверить Рика, но видят, что его постель в крови, и оттуда тянется кровавый след в ванную комнату. Большой червь разрывает зад Рика и падает в унитаз, друзья захлопывают крышку, и Джоунси бежит за скотчем или верёвкой в сарай, но в это время червь вырывается и убивает Бобра на глазах Джоунси, тот с трудом успевает закрыть дверь и, обернувшись, видит перед собой высокого гуманоида серого цвета с большой головой и длинными руками, который неожиданно превращается в облако красной пыли и вселяется в Джоунси.
Тем временем Генри и Пит, бросив перевёрнутую машину, притаскивают женщину под деревянный навес и разводят костёр, а Генри решает идти пешком до их домика, чтобы пригнать снегоход. Оставшийся у навеса Пит, травит байки и пьёт пиво, не замечая смерти женщины, из которой вылезает червь и обходит его с тыла, нападая на него, пока Пит справляет нужду. Он едва спасает свою жизнь. В то же время Джоунси выходит из дома, садится на снегоход и уезжает. По дороге Генри натыкается на Джоунси. Джоунси предупреждает Генри об опасности при помощи телепатии, и тот прячется в сугробе; Джоунси называет имя далёкого гостя, Мистера Грея. Становится понятно, что в теле Джоунси два сознания — самого Джоунси и инопланетянина. Джоунси натыкается на раненого Пита и заставляет его показать ему дорогу. Вернувшийся в охотничий домик Генри обнаруживает тело Бобра и странную субстанцию по всему дому, некий грибок. Затем он видит червя, убившего Бобра, и расстреливает его из ружья, поджигает весь дом и уходит на лыжах.
Военные развернули неподалёку лагерь, куда свозятся люди со всего района, командиром является полковник Абрахам Кёртис (Морган Фримен). Полковник и его правая рука, капитан Оуэн (Том Сайзмор), вылетают на вертолётах, находят большой корабль инопланетян, которые сообщают, что они потерпели аварию и не заразны. Военные атакуют их, расстреливая из пулемётов и ракетных установок, существа ретируются, меняя облик пришельцев с серой кожей на гигантских червей. Пришельцы сами уничтожают свой корабль, но вместе с ним погибают несколько пилотов вертолётов. Генри поймали в лесу, и в лагере он встречает Оуэна. Генри убеждает его не допустить убийства мирного населения, вызвать отряды национальной гвардии. Оуэн и Генри бегут из лагеря, но полковник отправляется в погоню за ними на вертолёте.
Джоунси пытается скрыть свои воспоминания от Мистера Грея, уничтожая свой архив воспоминаний, ту его часть, которая рассказывает о Даддитсе. Генри и Оуэн находят Даддитса, им оказывается больной лейкемией мужчина лет 35 с отклонениями в умственном развитии. Они забирают его, и он помогает им найти Джоунси. Теперь Мистер Грей знает, кто предупредил о нём и научил друзей их фокусам. Он добирается в Массачусетс на очистную станцию, желая заразить источник, туда же прибывают друзья. Оуэна смертельно ранит прилетевший Кёртис, но Оуэн сбивает вертолёт, и Кёртис разбивается. Генри вынужден взять оружие и идти за Джоунси, встретив его, он не верит ему. Внезапно появляется Даддитс и здоровается с Мистером Греем, тот покидает тело Джоунси и нападает на Даддитса, который превращается в похожее существо, убивает Мистера Грея и погибает сам, оставляя друзей одних. В последний момент они вспоминают пророчество «Один червь уничтожит весь мир» и убивают маленького червя, почти свалившегося в колодец.

## В ролях
- Морган Фримен — полковник Абрахам Кертис, возглавляет специальное подразделение армии США, призванное защищать землю от инопланетных форм жизни[6][7].
- Томас Джейн — психиатр Генри Дэвлин обладающий способностью читать чужие мысли[6].
- Джейсон Ли — Джо «Бобёр» Кларенден, имеющий привычку жевать зубочистки[7].
- Дэмиэн Льюис — университетский педагог Гари «Джоунси» Джонс сбитый машиной, человек, в чьем теле передвигался мистер Грей[6].
- Тимоти Олифант — продавец машин Пит Мур, любящий выпить и пошутить, единственный кто задумывается о происхождении Даддитса и о том, что грядет[7].
- Том Сайзмор — заместитель Кертиса капитан Оуэн Андерхилл, решивший помочь Генри спасти людей и найти мистера Грея[7].
- Донни Уолберг — существо прибывшее на землю и использующее тело ребёнка-инвалида, называющее себя Даддитс[7].

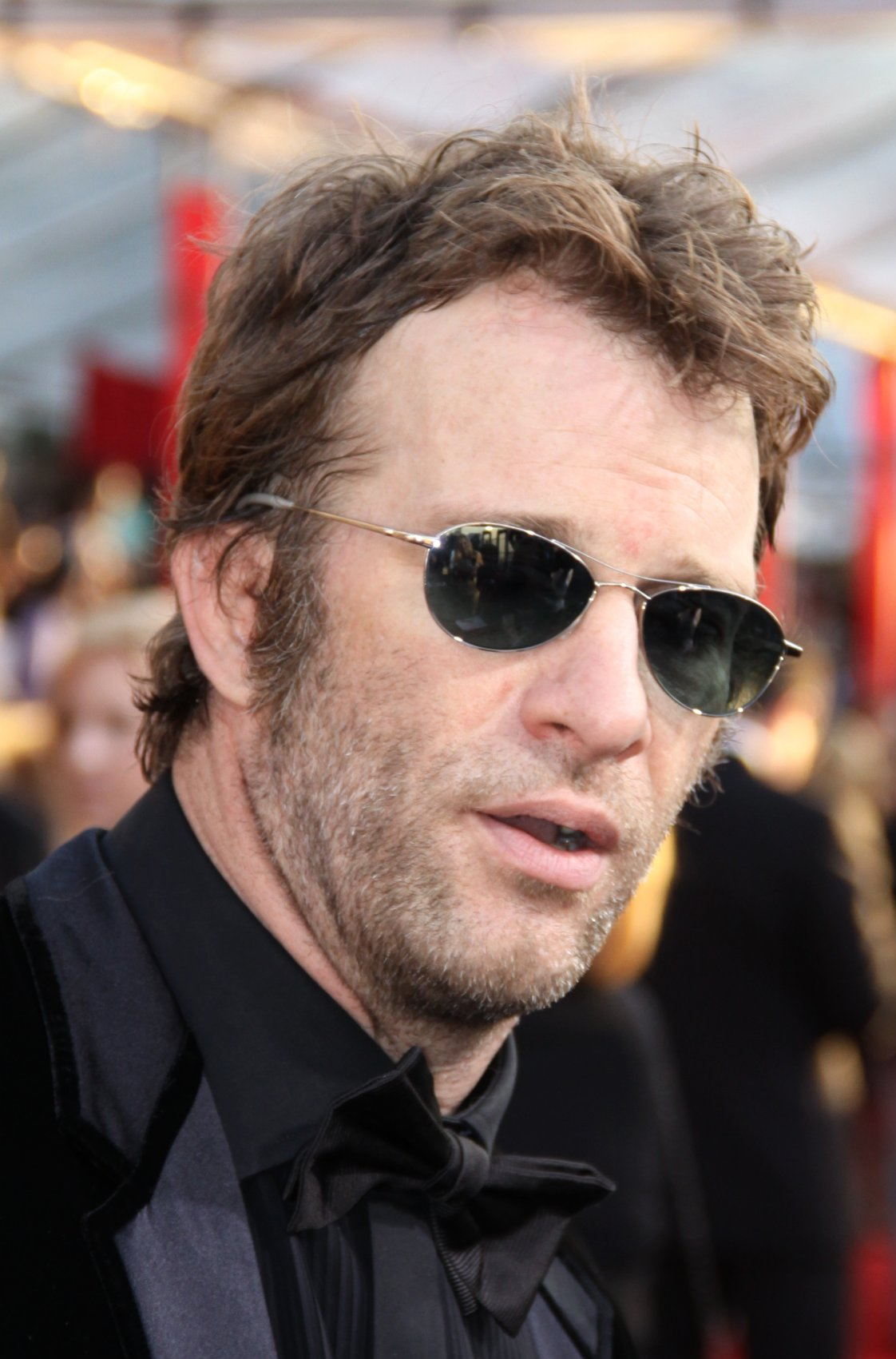
Томас Джейн, исполнитель роли Генри Дэвлина
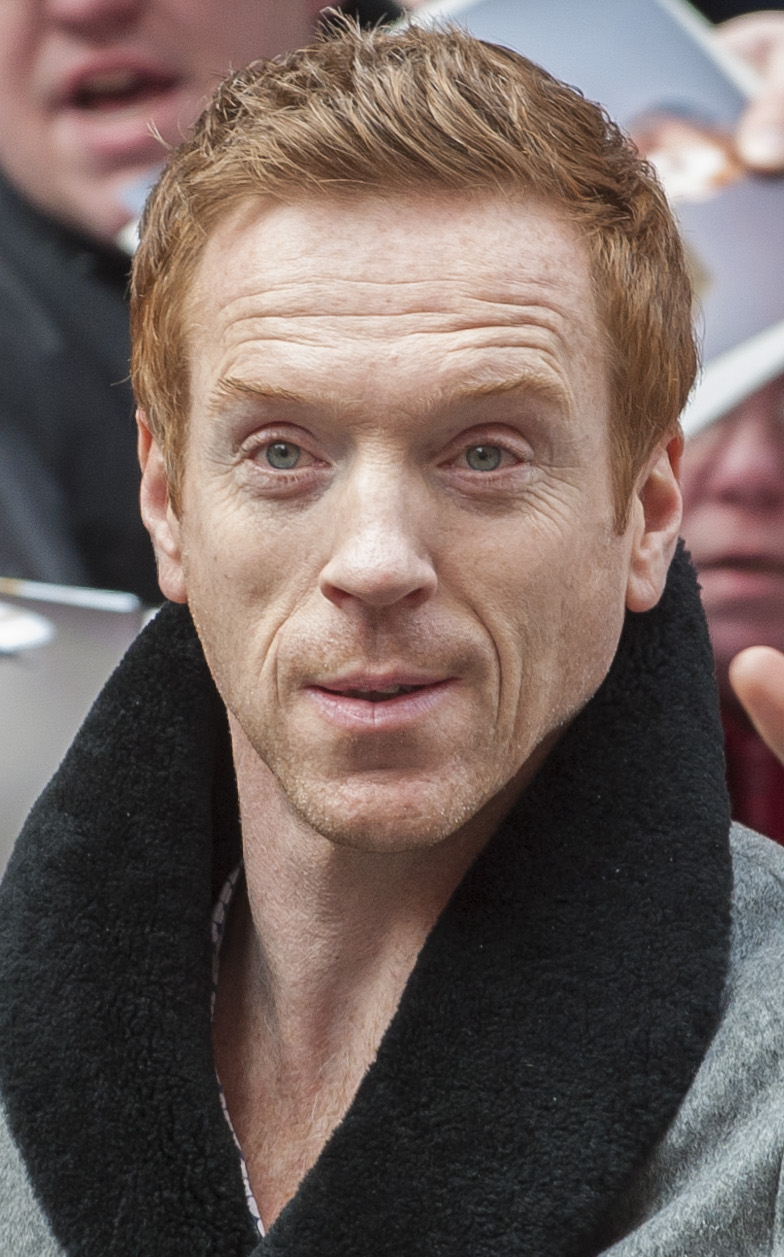
Дэмиэн Льюис, исполнитель роли Гари Джонса
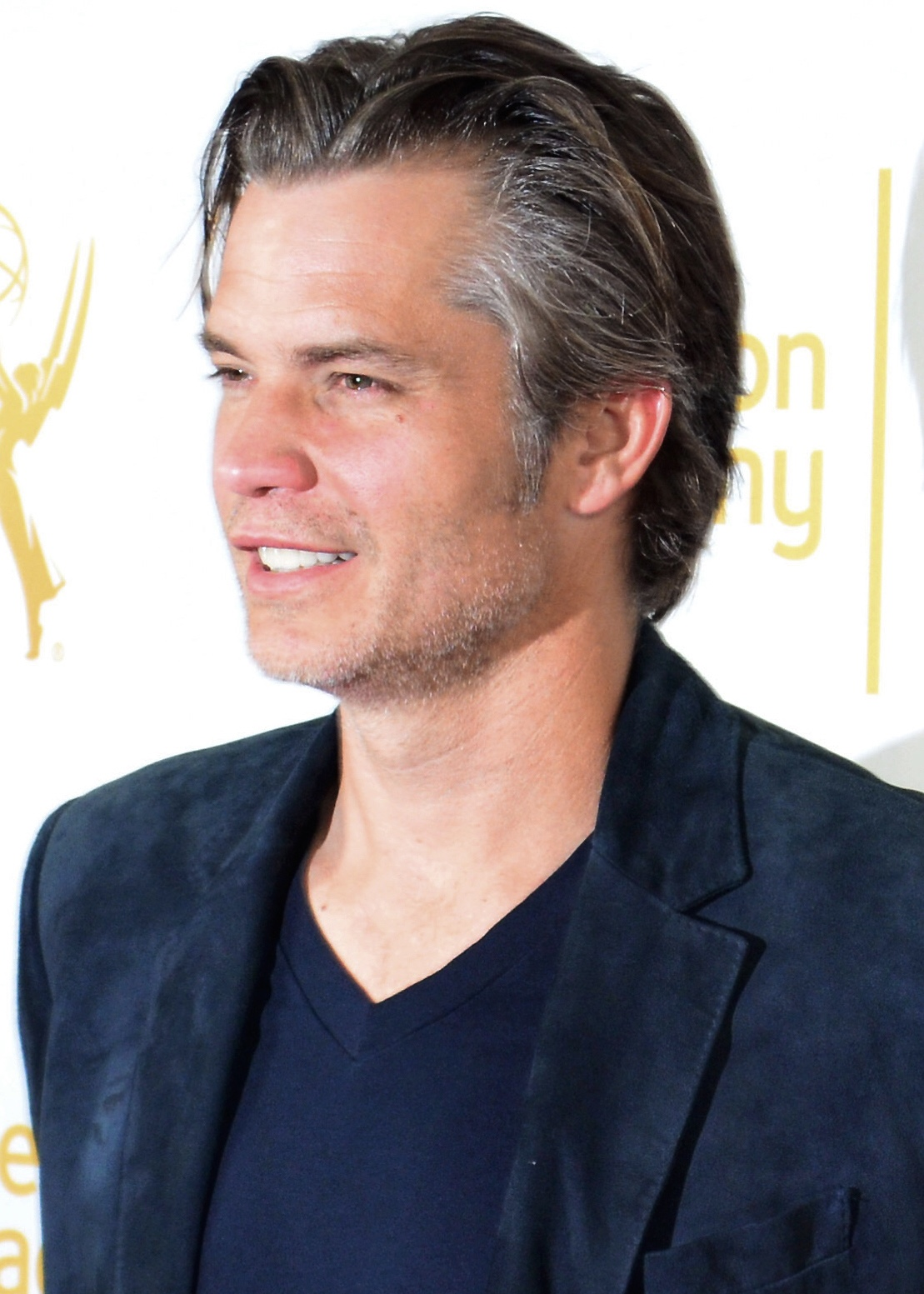
Тимоти Олифант исполнитель роли Пита Мура
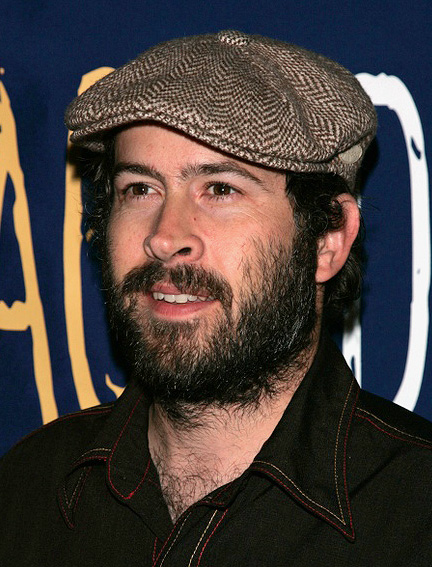
Джейсон Ли, исполнитель роли Джо Кларендела
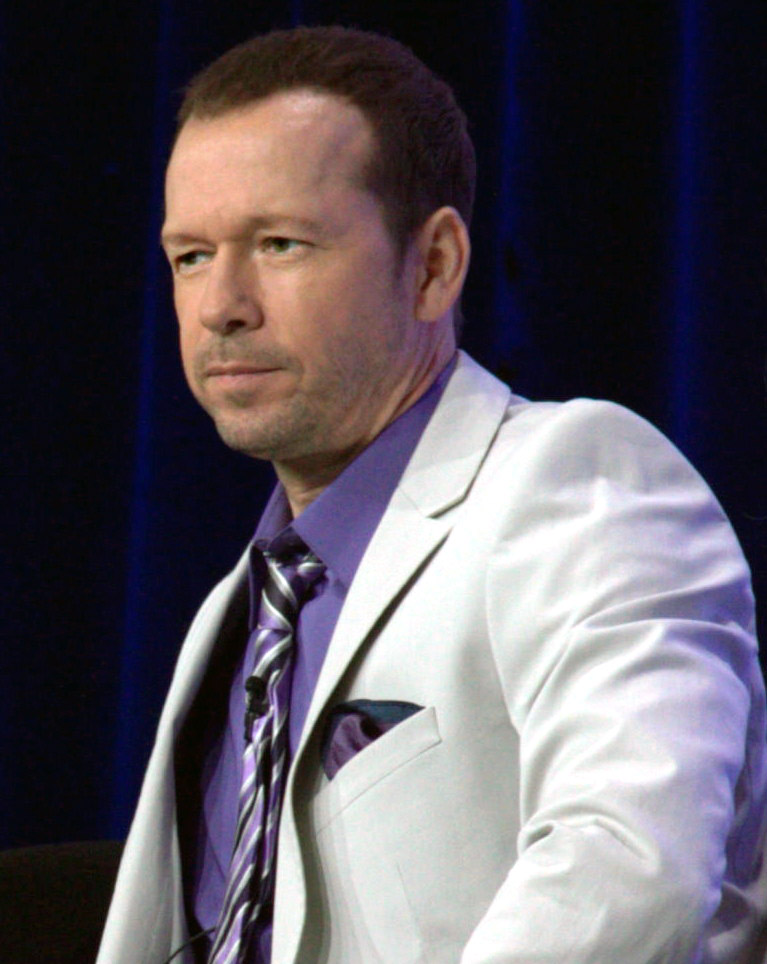
Донни Уолберг исполнитель роли Дагласа Калувея

## Производство

### Сценарий

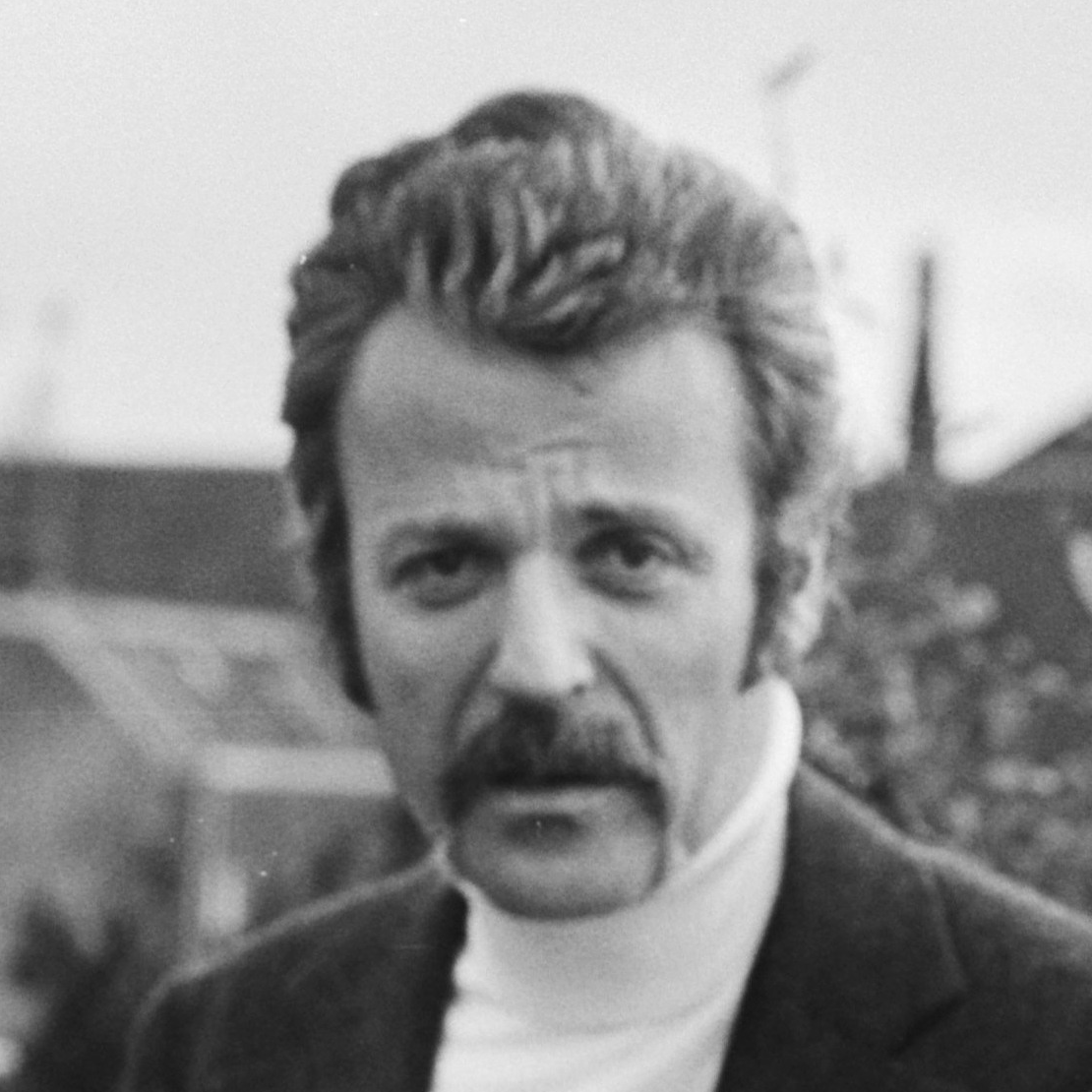
Уильям Голдман

По словам Стивена Кинга, ему не нравится роман «Ловец снов», потому что когда он писал его, то находился под действие оксиконтина, который начал употреблять после аварии в 1999 году. Согласно Кингу оригинальное название было «Рак». Сценарий по роману 2001 года написали Кэздан и Голдман. До того как взяться за работу над картиной, Кэздан прочитал 4-5 книг и являлся не только поклонником творчества писателя, но и фильмов. Особенно ему понравились «Кэрри», «Сияние», «Мизери», «Останься со мной» и «Побег из Шоушенка». Режиссёр считал, что это как раз та история, которую он искал и ему захотелось снять кино по-новому, не так, как он делал это раньше. Кэздану понравилась, что история персонажей и отношения казались очень реальными, похожими на правду. Он отослал автору черновой вариант сценария и затем отрывки отснятого материала, которые понравились Кингу. Крепкий юмор, добавленный в сценарий и граничащий с истерией - это вклад режиссёра.

### Подбор актёров
| «                                            | Я был измотан, разбит, разорван на части. В итоге фильм просто не дал желаемого результата, но у всех актёров есть такой опыт. | » |
| — Дэмиэн Льюис, исполнитель роли Гари Джонса | |   |

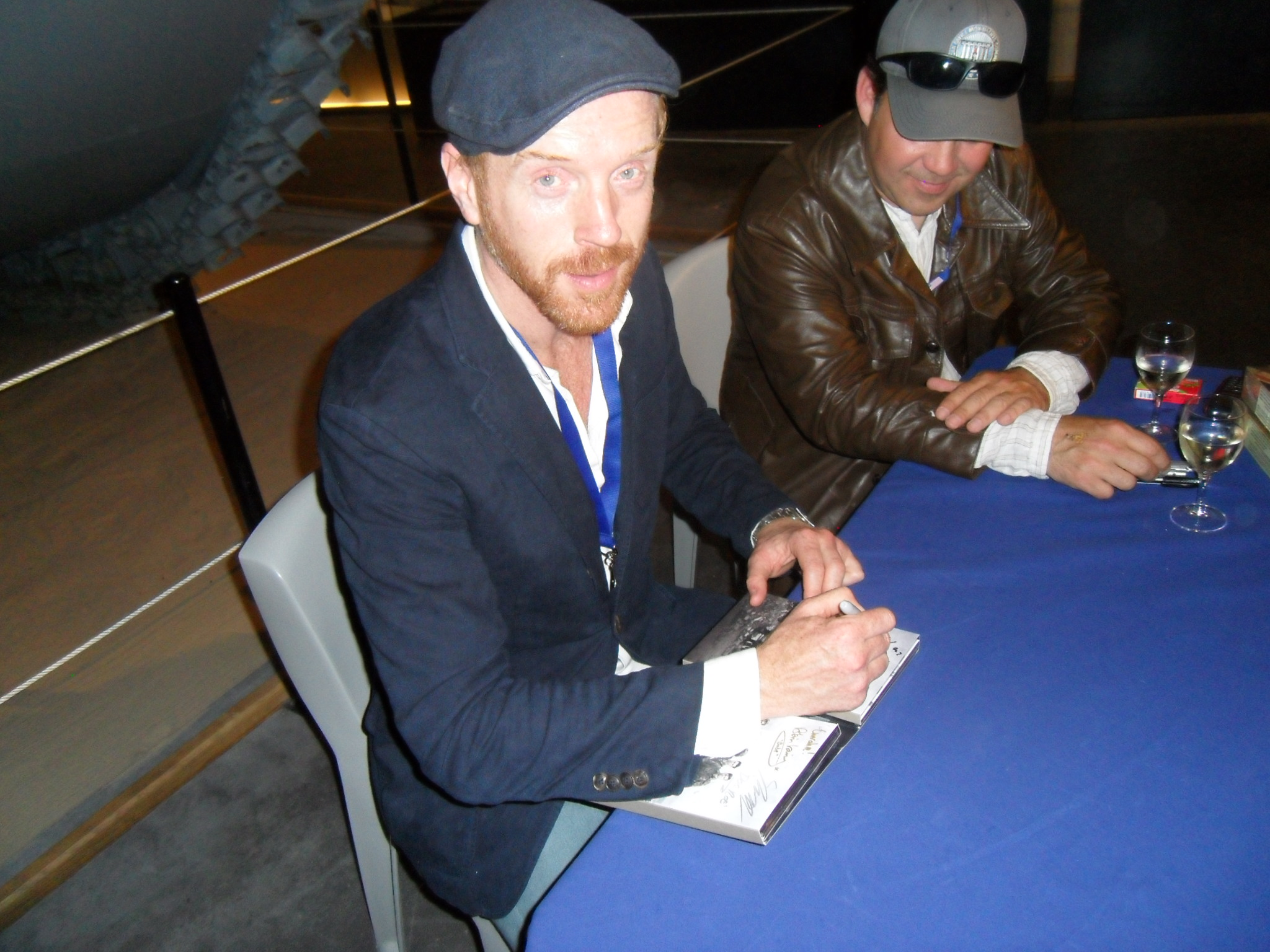
Дэмиэн Льюис

Режиссёру картины понравилась работа актёра Донни Уолберга в кинофильме «Выкуп» и он получил роль Даддитца. Кэздан дал Дэмиэну Льюису книгу «Ловец снов» и сказал что бы тот её прочитал, так как он хочет что бы Льюис сыграл главную роль.
Актёр рассчитывал, что снявшись в такой картине, сможет пробить себе дорогу в киноиндустрии, но этого не произошло. Однако во время съёмок, режиссёр предложил прочесть Льюису ещё одну книгу, роман Ле Карре «Ночной администратор» так как хотел, что бы актёр сыграл в этой картине персонажа по имени Джонатан Пайн, в итоге Льюис и правда снялся в экранизации романа Ле Карре, но другого.
Для Томаса Джейна эта картина стала первой в списке фильмов по романам Стивена Кинга. Для того что бы сыграть генерала тронувшегося умом пригласили Моргана Фримана и хотя его персонаж появляется лишь на 40 минуте, его гонорар за съёмки был самым большим.

### Съёмки

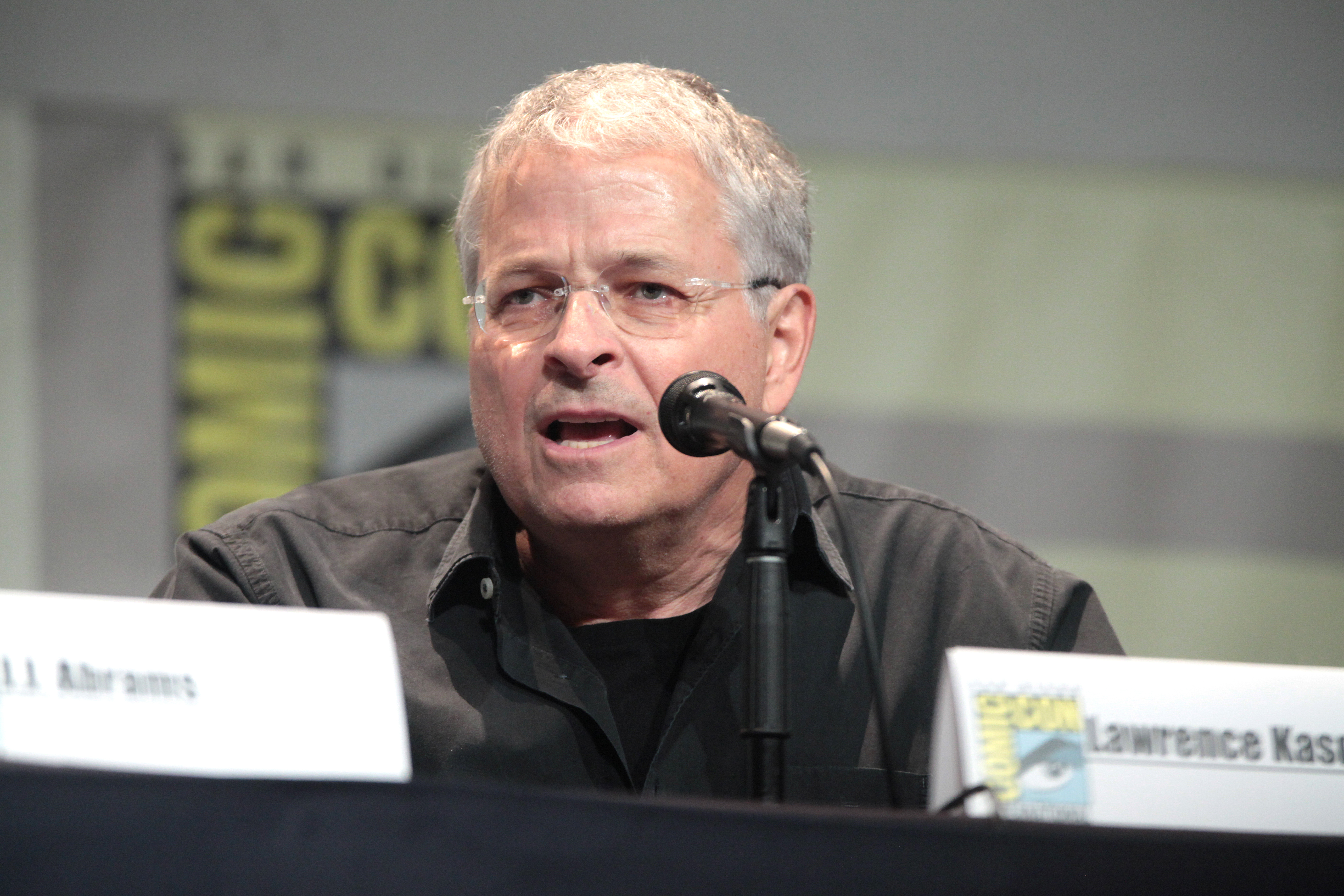
Лоуренс Кэздан

Картину снимали неподалёку от города Принс-Джордж в Британской Колумбии в середине зимы, так как по сценарию на земле должен был быть снег. Порой было очень холодно, температура опускалась ниже 27 градусов. Несмотря на погоду, канадские члены съёмочной группы, по мнению режиссёра, держались превосходно. Саму хижину, в которой встречались герои, снимали в лесу, а её внутренний интерьер — на студии в Ванкувере. Режиссёр приглашал приехать на съемки Стивена Кинга, однако он так и не решился, несмотря на желание. Сцена в ванной комнате произвела на него такое ужасающее впечатление, что он посчитал должным для себя поделиться этим со зрителями. Стивен Кинг отметил, что подобного в кино ещё никто не показывал. Из-за этой и ей подобным сценам в картине, она получила рейтинг R, чему был рад режиссёр. Кэздан очень тепло и с уважением отзывался о канадском актёре Эрике Кинленсайде, который сыграл в этой сцене, особенно восхищался его терпением в такой деликатной сцене, которую снимали четыре дня. Для создания правдоподобного внешнего вида пришельца и его жертв использовались практические и компьютерные эффекты.

### Музыка
Музыку к картине написал Джеймс Ньютон Говард.

## Премьера
Состоялась 11 апреля 2003 года. Несмотря на тесное сотрудничество в процессе работы над картиной Кэздан и Кинг впервые встретились на премьере. Режиссёр картины считает что длительное отсутствие у него работы связано с провалом картины в прокате. Следующая его картина вышла в свет лишь через 9 лет.

## Бюджет и сборы
Бюджет картины составил 68 миллионов долларов, а сборы в США всего 48,3 миллиона.